# Vojkovice nad Ohří
Vojkovice nad Ohří – stacja kolejowa w Vojkovicach, w kraju karlowarskim, w Czechach. Położona jest na magistrali Chomutov – Cheb. Znajduje się na wysokości 335 m n.p.m.
Jest zarządzana przez Správę železnic. Na stacji nie ma możliwości zakupu biletów, a obsługa podróżnych odbywa się w pociągu.

## Linie kolejowe
- 140 Chomutov - Karlovy Vary - Cheb